# Selección de fútbol sub-17 de Timor Oriental
La Selección de fútbol sub-17 de Timor Oriental es el equipo que representa al país en el Mundial Sub-17, en el Campeonato Sub-16 de la AFC y en el Campeonato Sub-16 de la AFF; y es controlado por la Federación de Fútbol de Timor Oriental.

## Participaciones

### Mundial Sub-17
| Año  | Ronda        | J            | G            | E            | P            | GF           | GC           |
| ---- | ------------ | ------------ | ------------ | ------------ | ------------ | ------------ | ------------ |
| 2005 | No clasificó | No clasificó | No clasificó | No clasificó | No clasificó | No clasificó | No clasificó |
| 2007 | No clasificó | No clasificó | No clasificó | No clasificó | No clasificó | No clasificó | No clasificó |
| 2009 | No clasificó | No clasificó | No clasificó | No clasificó | No clasificó | No clasificó | No clasificó |
| 2011 | No clasificó | No clasificó | No clasificó | No clasificó | No clasificó | No clasificó | No clasificó |
| 2013 | No clasificó | No clasificó | No clasificó | No clasificó | No clasificó | No clasificó | No clasificó |
| 2015 | No clasificó | No clasificó | No clasificó | No clasificó | No clasificó | No clasificó | No clasificó |
| 2017 | No clasificó | No clasificó | No clasificó | No clasificó | No clasificó | No clasificó | No clasificó |

### AFC U-16 Championship
| Año    | Ronda              | J                  | G                  | E                  | P                  | GF                 | GC                 |
| ------ | ------------------ | ------------------ | ------------------ | ------------------ | ------------------ | ------------------ | ------------------ |
| 2004   | Abandonó el torneo | Abandonó el torneo | Abandonó el torneo | Abandonó el torneo | Abandonó el torneo | Abandonó el torneo | Abandonó el torneo |
| 2006   | No participó       | No participó       | No participó       | No participó       | No participó       | No participó       | No participó       |
| 2008   | Abandonó el torneo | Abandonó el torneo | Abandonó el torneo | Abandonó el torneo | Abandonó el torneo | Abandonó el torneo | Abandonó el torneo |
| 2010   | Fase de grupos     | 3                  | 0                  | 0                  | 3                  | 1                  | 9                  |
| 2012   | No clasificó       | No clasificó       | No clasificó       | No clasificó       | No clasificó       | No clasificó       | No clasificó       |
| 2014   | No participó       | No participó       | No participó       | No participó       | No participó       | No participó       | No participó       |
| 2016   | No clasificó       | No clasificó       | No clasificó       | No clasificó       | No clasificó       | No clasificó       | No clasificó       |
| Total: | 1/7                | 3                  | 0                  | 0                  | 3                  | 1                  | 9                  |

### AFF U-16 Youth Championship
| Año   | Ronda          | J            | G            | E            | P            | GF           | GC           |
| ----- | -------------- | ------------ | ------------ | ------------ | ------------ | ------------ | ------------ |
| 2005  | No participó   | No participó | No participó | No participó | No participó | No participó | No participó |
| 2006  | No participó   | No participó | No participó | No participó | No participó | No participó | No participó |
| 2007  | No participó   | No participó | No participó | No participó | No participó | No participó | No participó |
| 2008  | No participó   | No participó | No participó | No participó | No participó | No participó | No participó |
| 2010  | 3º Lugar       | 4            | 2            | 0            | 2            | 4            | 3            |
| 2011  | Fase de grupos | 4            | 0            | 1            | 3            | 5            | 14           |
| 2012  | No participó   | No participó | No participó | No participó | No participó | No participó | No participó |
| 2013  | No participó   | No participó | No participó | No participó | No participó | No participó | No participó |
| 2015  | Fase de grupos | 5            | 1            | 2            | 2            | 9            | 11           |
| Total | 3/9            | 17           | 3            | 4            | 10           | 23           | 43           |